# Associazione Calcio Sampierdarenese 1934-1935
Questa voce raccoglie le informazioni riguardanti l'Associazione Calcio Sampierdarenese nelle competizioni ufficiali della stagione 1934-1935.

## Stagione
Nella stagione 1934-1935 la Sampierdarenese disputò il primo campionato di Serie A della sua storia.

## Divise
| Prima divisa |

## Organigramma societario
Area direttiva
- Presidente: Mario Barenghi
- Vicepresidente: Giovanni Buttignol

Area tecnica
- Allenatore: Hermann Felsner

## Rosa
| N. |                   | Ruolo | Calciatore           |
| -- | ----------------- | ----- | -------------------- |
|    | Italia (bandiera) | P     | Vittorio Profumo     |
|    | Italia (bandiera) | P     | Bruno Venturini      |
|    | Italia (bandiera) | D     | Edgardo Ciancamerla  |
|    | Italia (bandiera) | D     | Mario Ferrero        |
|    | Italia (bandiera) | D     | Guido Rigotti (I)    |
|    | Italia (bandiera) | C     | Antonio Busini (III) |
|    | Italia (bandiera) | C     | Mario Bossi          |
|    | Italia (bandiera) | C     | Renato Cappellini    |
|    | Italia (bandiera) | C     | Fernando Lancioni    |
|    | Italia (bandiera) | A     | Mario Malatesta      |
|    | Italia (bandiera) | C     | Gipo Poggi (II)      |

| N. |                   | Ruolo | Calciatore        |
| -- | ----------------- | ----- | ----------------- |
|    | Italia (bandiera) | A     | Ettore Allegri    |
|    | Italia (bandiera) | A     | Edoardo Avalle    |
|    | Italia (bandiera) | A     | Angelo Azzimonti  |
|    | Italia (bandiera) | A     | Gino Callegari    |
|    | Italia (bandiera) | A     | Cherubino Comini  |
|    | Italia (bandiera) | A     | Riccardo Fossati  |
|    | Italia (bandiera) | A     | Cesare Jones      |
|    | Italia (bandiera) | A     | Luigi Patri       |
|    | Italia (bandiera) | A     | Osvaldo Perazzo   |
|    | Italia (bandiera) | A     | Giovanni Rebolino |
|    | Italia (bandiera) | A     | Mariano Tansini   |

## Risultati

### Serie A

#### Girone d'andata
| Arbitro: | Mazzarini (Roma) |

|                           |           |              |
| Busini III 36’ Comini 79’ | Marcatori | 20’ Schiavio |

| Arbitro: | Turbiani (Ferrara) |

|                        |           |                        |
| Notti 44’ Riccardi 53’ | Marcatori | 58’ Poggi II 79’ Patri |

| Arbitro: | Barlassina (Novara) |

|  |           |             |
|  | Marcatori | 50’ Ferrari |

| Arbitro: | Mastellari (Bologna) |

|                         |           |  |
| Guaita 50’ Scopelli 73’ | Marcatori |  |

| Genova 4 novembre 1934 | Sampierdarenese | 0 – 0 | Milan | Stadio del Littorio\| Arbitro: \| Scarpi (Dolo) \| |
| Arbitro:               | Scarpi (Dolo)   |       |       |                                                    |

| Arbitro: | Salvagno (Trieste) |

|                                 |           |                                     |
| Traversa 80’ Ferrero 88’ (aut.) | Marcatori | 10’ Comini 18’ Patri 40’ Cappellini |

| Arbitro: | Mastellari (Bologna) |

|  |           |                |
|  | Marcatori | 72’ Scagliotti |

| Arbitro: | Bertoli (Vicenza) |

|              |           |  |
| Correnti 44’ | Marcatori |  |

| Arbitro: | Sassi (Roma) |

|                |           |                                            |
| Busini III 55’ | Marcatori | 8’ Sallustro I 38’ Gravisi 48’ Ferraris II |

| Arbitro: | Carminati (Milano) |

|                |           |  |
| Castellani 44’ | Marcatori |  |

| Arbitro: | Bonivento (Venezia) |

|                                                     |           |                          |
| Baldi III 23’ Spinola 54’ Bo 59’ Buscaglia 77’, 85’ | Marcatori | 60’ Poggi II 88’ Tansini |

| Arbitro: | Bertone (Milano) |

|                        |           |                                             |
| Comini 47’, 80’ (rig.) | Marcatori | 19’ Piola 24’ Fantoni I 61’ (aut.) Lancioni |

| Arbitro: | Gonani (Ravenna) |

|                                                 |           |                |
| Demaría 49’, 59’, 78’, 80’ Meazza 55’ Porta 77’ | Marcatori | 63’ Cappellini |

| Genova 27 gennaio 1935 | Sampierdarenese | 0 – 0 | Livorno | Stadio del Littorio\| Arbitro: \| Mattea (Torino) \| |
| Arbitro:               | Mattea (Torino) |       |         |                                                      |

| Arbitro: | Pizziolo (Firenze) |

|                    |           |           |
| Mian 26’ Rocco 35’ | Marcatori | 3’ Comini |

#### Girone di ritorno
| Arbitro: | Pasinati (Venezia) |

|  |           |            |
|  | Marcatori | 52’ Comini |

| Arbitro: | Salvagno (Trieste) |

|                           |           |             |
| Cappellini 10’ Comini 23’ | Marcatori | 38’ Celoria |

| Arbitro: | Pasinati (Venezia) |

|                                        |           |  |
| Borel II 4’, 56’ Orsi 55’ Cesarini 60’ | Marcatori |  |

| Arbitro: | Scorzoni (Bologna) |

|               |           |  |
| Cappellini 7’ | Marcatori |  |

| Arbitro: | Bevilacqua (Viareggio) |

|                                |           |             |
| Rossi 9’ Arcari III 43’ (rig.) | Marcatori | 1’ Rebolino |

| Genova 31 marzo 1935 | Sampierdarenese     | 0 – 0 | Pro Vercelli | Stadio del Littorio\| Arbitro: \| Bonivento (Venezia) \| |
| Arbitro:             | Bonivento (Venezia) |       |              |                                                          |

| Firenze 7 aprile 1935 | Fiorentina     | 0 – 0 | Sampierdarenese | Stadio Giovanni Berta\| Arbitro: \| Dattilo (Roma) \| |
| Arbitro:              | Dattilo (Roma) |       |                 |                                                       |

| Arbitro: | Gonani (Ravenna) |

|                               |           |  |
| Rebolino 18’, 50’ Allegri 75’ | Marcatori |  |

| Arbitro: | Pizziolo (Firenze) |

|                    |           |                      |
| Vojak I 28’ (rig.) | Marcatori | 61’ (aut.) Colombari |

| Arbitro: | Scarpi (Dolo) |

|              |           |  |
| Rebolino 22’ | Marcatori |  |

| Arbitro: | Mazza (Torre del Greco) |

|                                         |           |                  |
| Busini III 10’ Comini 37’ Callegari 71’ | Marcatori | 52’, 58’ Allasio |

| Arbitro: | Carminati (Milano) |

|                |           |           |
| Piola 20’, 59’ | Marcatori | 7’ Comini |

| Genova 19 maggio 1935 | Sampierdarenese  | 0 – 0 | Ambrosiana-Inter | Stadio del Littorio\| Arbitro: \| Mazzarini (Roma) \| |
| Arbitro:              | Mazzarini (Roma) |       |                  |                                                       |

| Livorno 26 maggio 1935 | Livorno            | 0 – 0 | Sampierdarenese | Stadio Edda Ciano Mussolini\| Arbitro: \| Scorzoni (Bologna) \| |
| Arbitro:               | Scorzoni (Bologna) |       |                 |                                                                 |

| Arbitro: | Dattilo (Roma) |

|                   |           |  |
| Comini 66’ (rig.) | Marcatori |  |

## Statistiche

### Statistiche di squadra
| Competizione | Punti | In casa | In casa | In casa | In casa | In casa | In casa | In trasferta | In trasferta | In trasferta | In trasferta | In trasferta | In trasferta | Totale | Totale | Totale | Totale | Totale | Totale | DR  |
| Competizione | Punti | G       | V       | N       | P       | Gf      | Gs      | G            | V            | N            | P            | Gf           | Gs           | G      | V      | N      | P      | Gf     | Gs     | DR  |
| ------------ | ----- | ------- | ------- | ------- | ------- | ------- | ------- | ------------ | ------------ | ------------ | ------------ | ------------ | ------------ | ------ | ------ | ------ | ------ | ------ | ------ | --- |
| Serie A      | 26    | 15      | 7       | 4       | 4       | 16      | 12      | 17           | 2            | 4            | 9            | 13           | 30           | 30     | 9      | 8      | 13     | 29     | 42     | -13 |

### Statistiche dei giocatori[2]
| Giocatore       | Serie A  | Serie A |
| Giocatore       | Presenze | Reti    |
| --------------- | -------- | ------- |
| E. Allegri      | 2        | 1       |
| E. Avalle       | 16       | 0       |
| A. Azzimonti    | 2        | 0       |
| M. Bossi        | 8        | 0       |
| A. Busini (III) | 26       | 4       |
| G. Callegari    | 16       | 1       |
| R. Cappellini   | 22       | 4       |
| E. Ciancamerla  | 17       | 0       |
| C. Comini       | 27       | 10      |
| M. Ferrero      | 14       | 0       |
| R. Fossati      | 3        | 0       |
| C. Jones        | 5        | 0       |
| F. Lancioni     | 26       | 0       |
| M. Malatesta    | 29       | 0       |
| L. Patri        | 9        | 2       |
| O. Perazzo      | 5        | 0       |
| G. Poggi (II)   | 27       | 2       |
| V. Profumo      | 12       | -12     |
| G. Rebolino     | 13       | 4       |
| G. Rigotti (I)  | 29       | 0       |
| M. Tansini      | 4        | 1       |
| B. Venturini    | 18       | -30     |